# Прозаїк
Проза́їк — письменник, що пише прозою; протилежне поет.
Частина прозаїків починали літературну творчість як поети. Серед них Михайло Стельмах, Олесь Гончар, із сучасників — Юрій Андрухович.
Є письменники, які проявили себе і як поети, і як прозаїки, і як драматурги. Серед них, зокрема, Тарас Шевченко, Іван Франко.
Оскільки серед прозових творів виділяють романи, повісті, новели, то відповідно серед прозаїків виділяють романістів, повістярів, новелістів. Наприклад, одним із найяскравіших українських новелістів був Василь Стефаник. Прозаїк Павло Загребельний на початку літературної діяльності видавав збірки оповідань, повісті, але найбільше відомий сучасному читачеві як романіст.